# Швеция
Кра̀лство Швеция или просто Швѐция (на шведски: Sverige) е скандинавска държава, конституционна монархия, намираща се в Северна Европа. По големина е пета в Европа. Тя граничи с Норвегия на запад, Финландия на североизток, проливите Скагерак и Категат на югозапад, Балтийско море и Ботническия залив на изток. По море граничи също с Дания, Германия, Полша, Русия, Литва, Латвия и Естония. С Дания се свързва и чрез моста Йоресунд – най-големия мост в Европа, свързващ Малмьо с Копенхаген. Член е на Европейския съюз от 1995 г. и на Шенгенското пространство от 1996 г.
Швеция е с относително ниска гъстота на население, с изключение на гъсто населения столичен район с център Стокхолм. 84% от населението е в градове, които заемат едва 1,3% от площта на страната. Швеция се отличава с висок жизнен стандарт, с модерно и либерално общество и с нейерархична организационна и обществена структура и колективизъм, в контраст с англосаксонските общества. Опазването на околната среда, съхранението на животински и растителни видове, както и ефективното използване на енергия са задачи в политиката ѝ с широка обществена подкрепа.
Швеция е традиционен износител на желязо, мед и дървесина. Модернизираният транспорт и комуникации позволяват пълноценно усвояването на естествените ресурси, предимно на дървесина и желязна руда. През 90-те години на 19 век, благодарение на развитието в образованието и общата индустриализация, успешно е създадена производствена индустрия, и така до края на 20 век Швеция се превръща в развита държава, заемаща високи позиции сред най-богатите страни според Индекса на човешко развитие. Швеция е богата на водни ресурси за производство на електроенергия, но не притежава големи залежи от петрол и каменни въглища.
По време на Средновековието Дания, Норвегия и Швеция (включително и територията, контролирана от Швеция, днес Финландия) се обединяват в рамките на Калмарската уния, създадена през 1397 г. под короната на Маргарета I Датска. Швеция напуска унията през 16 век и води дългогодишни войни със своите съседи – основно с Русия, Дания и Норвегия. През 17 век, по време на абсолютната монархия, шведският крал разширява границите на Швеция посредством война, установявайки шведско надмощие и контрол над Скандинавския полуостров, Балтийските държави и области от днешна Германия. След смъртта на Карл XII през 1718 г., шведската доминация е прекратена. През 1809 г. източната част от Швеция, Йостерланд, и източната част на Норланд се обособяват в полуавтономна област – Велико княжество Финландия. До 1814 г. Швеция губи всички свои територии извън Скандинавския полуостров. През 1814 г. Норвегия е заставена да сключи съюз с Швеция, който трае до 1905 г. От 1814 г. Швеция е в мир, поддържа безпристрастна външна политика в мирно време и неутралитет по време на война.

## История

### Праистория
Скоро след последната ледникова епоха териториите на днешна Швеция са били заселени от ловци и берачи на плодове. Това започва да става през каменната епоха (6000 г. пр.н.е. – 4000 г. пр.н.е). Най-старият човешки скелет, намерен в Скандинавия, е женски скелет, открит в Бекаскуг в Сконе. Около 3000 г. пр.н.е. ловците и берачите на плодове започват да водят уседнал живот и преминават към селско стопанство. Край Алвастра, близо до Ветерн, са открити останки от малко селище на земеделци и пастири, съществувало около 3500 г. пр.н.е. – 2000 г. пр.н.е.
Регионът се развива добре през вековете, съществуват данни за по-стара цивилизация по тези земи (легендата за изчезналата цивилизация Туле).
За първи път името Швеция е отбелязано през I век сл. Хр. от римския историк Тацит. Той пише, че на остров в морето живее племето на свионите (алтернативно свеите), преживяващо от морето, и ги описва като майстори на оръжие и кораби. Корабите на свеите били странни за времето си, защото имали носова част и от двете страни – това, което сега е известно като викингски стил. Описанието е на жителите на централна Швеция (Свеаланд), основно около езерото Меларен, и съвременните Стокхолм, Сигтюна и Бирка. От името на племето произлиза и името на Швеция на старошведски „Svearike“ (държавата на свеите), което с развитието на езика се трансформира до „Sverige“ (произнася се „Сверийе“), или на англосаксонски „Svealand“, земята на свеите. Южните части на скандинавския полуостров са били населявани от родственото племе на йотите (готите), в йоталандските територии. Твърде малко се знае за тези времена, като източниците са основно норвежките саги и епосите на Беовулф.

### Средновековие
По време на Викингската епоха (9 – 10 в.) шведските викинги са пътували на изток в балтийските държави, Русия, около Черно море, чак до Константинопол и Южна Европа.
Дълго след като се образуват Норвежкото и Датското кралства, Швеция е разделена на области, управлявани от местни ярлове и конунги. След като Дания превзема областта Скания (Skåne) в Южна Швеция, датска армия се отправя на изток, за да подчини непокорните шведски племена. На 31 януари 1208 г., 12 хил. датски кръстоносци са разбити във Вестерютланд (Югозападна Швеция) от стрелците на местния пълководец Ерик Кнутсон, който е почитан от шведите като светец. През 1210 г. още по-голяма датска армия се отправя в Швеция, в подкрепа на прокудения шведски владетел Сверкер, но Сверкер е убит и шведската армия на Ерик Кнутсон отблъсква датските кръстоносци. Това бележи създаването на Шведското кралство, чийто пръв крал става Ерик Кнутсон.

### Златен период
На 6 юни 1523 г. Густав Васа е избран за крал на Швеция, като по този начин се разпада Калмарската уния и Швеция става независима държава.
През XVII век Швеция се превръща в една от най-големите сили в Европа, което се дължи на успешното ѝ участие в Тридесетгодишната война, инициирано от крал Густав II Адолф. Но тя губи своето могъщество през XVIII век, когато Руската империя започва завоеванията си в Северна Европа по време на Северната война и окончателно през 1809 г., когато от източната ѝ половина е откъснато полуавтономното Велико Финландско княжество, подчинено на Руската империя. След като Дания и Норвегия са победени в Наполеоновите войни, Швеция получава Норвегия по Килския мирен договор. Междувременно Норвегия се обявява за независима и това довежда до война на Швеция срещу нея през 1814. Тя завършва с конвенцията при Мос, която отсъжда принудителен съюз между Норвегия и Швеция, който продължава до 1905 г. Кампанията от 1814 г. е последното участие на Швеция във война.

### Съвременна история
През 19 век в Швеция се наблюдава значително увеличение на населението – за 100 години (1750 – 1850) то се удвоява. Значителният ръст се приписва на мира, ваксинациите и картофите. В резултат на прираста обаче се стига до безработица в селските области, където по това време живели повечето шведи. Бедността, алкохолизмът и емиграцията не закъсняват; счита се, че между 1850 и 1910 г. повече от един милион шведи са заминали за САЩ. В ранните десетилетия на 20 век повече шведи живеели в Чикаго, отколкото в Гьотеборг (вторият по големина град в Швеция). С напредването на индустриалната революция хората постепенно започват да се местят в градовете, за да работят във фабрики и стават членове на социалистически обединения. Надигащата се социалистическа революция е предотвратена през 1917 г., след което последва възстановяване на парламентаризма и държавата се завръща към демокрацията.

### Най-нова история
Швеция запазва неутралитета си през Първата и Втората световна война, въпреки че неутралитетът ѝ през ВСВ често е поставян под въпрос. Тя встъпва в концесии и с двете страни по време на войната. Швеция тайно разрешавала на шпиони от Алианса да работят на нейна територия, но също така снабдява Нацистка Германия с желязна руда в замяна на въглища. Тези концесии са по-скоро наложени от нацистите и са считани за неизбежни за запазване на неутралитета ѝ. Приносът ѝ за Алианса и чисто хуманитарните ѝ жестове често остават в сянката на нейното сътрудничество с нацистите. Швеция е част от плана „Маршал“, но и по време на Студената война остава непривлечена към някой лагер и все още не е член на никоя военна организация. Швеция подава молба за членство в НАТО на 18 май 2023 г.
След Втората световна война Швеция се възползва от природните си богатства и липсата на разрушения, като развива индустрията си, за да покрие нуждите на възстановяващата се от войната Европа. С това си поведение тя скоро заема мястото си на водеща по богатство в света държава. По време на следвоенния период страната е управлявана от Шведската социална демократическа партия, която осигурява социалния статус на населението чрез политика на „благоденствие за всички“.
През 1972 г. Швеция подписва споразумение за свободна търговия с Европейския съюз.
Политиката на „благоденствие за всички“ води до рецесия в началото на 1990-те и някои от социалните линии на поведение са изоставени.
През 1992 г. Швеция е основаващ член на Европейската икономическа зона. Въпреки официално неутралната си позиция, страната се присъединява към Европейския съюз през 1995 г., заявявайки, че неутралитетът вече не е от такова значение във времето след Студената война. Решението за присъединяването е взето посредством референдум, на който гласуват 83% от имащите право на глас, като 52,3% от тях гласуват за присъединяването. Въпреки това през 2003 г. на референдум шведите отхвърлят приемането на еврото за национална валута. Швеция има висок стандарт на живот.
През 1996 г. Швеция се присъединява към Шенгенското пространство. През 2003 г. с решение, взето посредством референдум, Швеция отказва да се присъедини към Еврозоната.

## География
Швеция е разположена в Северна Европа, на Скандинавския полуостров. Общата ѝ площ е 449 964 km², което я прави най-голямата скандинавска държава. Най-населени са южните и централните части, със столицата Стокхолм (1,3 млн. души), градовете Гьотеборг (520 000 души), Малмьо (260 000 души) и Упсала (130 000 души).
Най-южната точка на Скандинавския полуостров и на Швеция е нос Смюгехук (Smygehuk), на 55°20' северна ширина, а части от Северна Швеция са разположени отвъд полярния кръг. На северозапад по границата с Норвегия е разположен Скандинавският планински масив. В северната му част, в Шведска Лапландия, се намира най-високият за Швеция връх Кебнекайсе (2103 m). В историческата провинция Бухуслен има множество малки островчета по протежение на западното крайбрежие. На изток е Ботническият залив и два големи острова – Готланд и Йоланд.
Швеция граничи само с две страни – Норвегия на запад и север, с граница от 1619 km, и Финландия на североизток, с граница от 614 km. Свързана е с Дания чрез мост. Бреговата линия е 3218 km.
Скандинавският полуостров е бил покрит от дебели ледове през последната ледниковата епоха и след оттеглянето им са се образували множество езера. Най-големите са Венерн, Ветерн и Меларен. На територията на Швеция има 95 700 езера, които заемат около 10% от общата ѝ площ. Горите покриват близо 78% от общата площ. Топенето на снега и ледниците в планините подхранват много реки, сред които е и най-дългата – Турне, с дължина 522 km.
Климатът е от умерен, със студени, облачни зими и хладни, частично облачни лета в южните части до субарктичен в северните части. Валежите са чести.
Северните части на страната са покрити с обширни гори, докато в южната част равнината Сконе е използвана предимно за селскостопански култури. Наличие на полезни изкопаеми има най-вече в северозападните части на страната. От индустриално значение са желязна руда, медна руда, цинк, олово, сребро, и в по-малки количества има наличие на уран, волфрам и злато.
В Швеция има 28 национални парка, от които най-известни са Готска-Сандьон, Фулуфелет и Сьодерьосен.
Шведската писателка Селма Лагерльоф е написала книгата Чудното пътуване на Нилс Холгерсон през Швеция като измислен пътепис за запознаване на малките шведчета с тяхната страна. Поради високата си художествена стойност книгата е преведена на много езици (вкл. и на български).

## Държавно устройство
Швеция е конституционна монархия , но кралската институция има символични функции. Крал Карл XVI Густаф формално е държавен глава, но неговите функции са представителни. Традиционно кралят раздава Нобеловите награди, с изключение на наградата за мир, която бива връчвана в Осло, Норвегия.
Основните конституционни закони на Швеция са:
- Инструмент на правителството (Regeringsformen)
- Закон за свободата на пресата (Tryckfrihetsförordningen)
- Основен закон за свобода на словото (Yttrandefrihetsgrundlagen)
- Правила на наследяване (Successionsordningen)

Законът за работата на парламента (Riksdagsordningen) има специален статут, но не се счита за част от конституционното устройство. След промяна на Правилата за наследяване през 1980 г., така че и жени да могат да унаследяват короната, наследник на трона става кронпринцеса Виктория.

### Парламент
Шведският парламент Риксдоген (пише се с членуване, Riksdagen) е еднокамарен от 1971 г. и се състои от 349 депутати. Има и един парламентарен председател, който е и говорител. Изборите са преки на всеки четири години, и право на глас имат всички жители над 18 години към датата на изборите.
Председателят на парламента се избира като останалите депутати, но няма право на глас. Той трябва неутрално да координира работата на парламента. Докато кралската фамилия е извън страната, председателят на парламента изпълнява функциите на държавен глава. Уникалното в шведската политическа система е, че председателят на парламента ръководи консултациите по съставяне на правителство и предлага министър-председателя. Вследствие на конституционната промяна от 1974 г. кралят не разполага с политическа власт и тези правомощия са прехвърлени на председателя на парламента. В резултат това е най-високата изборна и политическа длъжност в Швеция.

### Правителство
Парламентът, без участието на монарха, избира правителството (неговия шеф) и с това го облича със своето доверие и подкрепа. Парламентът гласува министър-председателя (по предложение на председателя на Риксдага).
От 2022 г. министър-председател е Улф Кристершон. Министър-председателят назначава около 20 министри без допълнителни консултации.
Ако правителството, респ. министър-председателят, прецени, че съществува благоприятна обстановка за спечелване на предсрочни парламентарни избори, отправя до държавния глава искане за разпускане на парламента.

## Административно деление
Административно Кралство Швеция се състои от 21 областни административни единици, наречени лени (län):
- AB: Лен Стокхолм (Stockholms län)
- AC: Лен Вестерботен (Västerbottens län)
- BD: Лен Норботен (Norrbottens län)
- C: Лен Упсала (Uppsala län)
- D: Лен Сьодерманланд (Södermanlands län)
- E: Лен Йостерйотланд (Östergötlands län)
- F: Лен Йоншьопинг (Jönköpings län)
- G: Лен Крунубери (Kronobergs län)
- H: Лен Калмар (Kalmar län)
- I: Лен Готланд (Gotlands län)
- K: Лен Блекинге (Blekinge län)
- M: Лен Сконе (Skåne län)
- N: Лен Халанд (Hallands län)
- O: Лен Вестра Йоталанд (Västra Götalands län)
- S: Лен Вермланд (Värmlands län)
- T: Лен Йоребру (Örebro län)
- U: Лен Вестманланд (Västmanlands län)
- W: Лен Даларна (Dalarnas län)
- X: Лен Йевлебори (Gävleborgs län)
- Y: Лен Вестернорланд (Västernorrlands län)
- Z: Лен Йемтланд (Jämtlands län)

Всеки лен се управлява от администрация, назначена от правителството, и от орган на местното самоуправление – ландстинг (landsting), избиран от населението. Областите са административно разделени на общини – комюн (kommun). Общо в Швеция има 290 общини (2004).
По поръчение на парламента комисията Ansvarskommittén разглежда възможността областите да се обединят. Текущото предложение (от 23 септември 2005) е за 9 региона, и ако бъде прието може да влезе в сила около 2015 г.

### Историческо деление
Въпреки че официално не се ползват от почти четири века, историческите земи и провинции продължават да се използват в ежедневието. Делението е на:
- Йоталанд (Götaland), 10-те южни провинции
- Свеаланд (Svealand), 6-те провинции на същинска Швеция (от там идва името Sverige – шведска държава)
- Норланд (Norrland), 9-те северни провинции
- Йостерланд (Österland), 6-те източни провинции, обособени като автономно Велико княжество Финландия след загубата им от Русия, и основа на днешна Южна Финландия.

## Стопанство
Шведската икономика е модерна, отворена и високоиндустриализирана пазарна икономика. Въпреки липсата на значителни запаси от полезни изкопаеми, Швеция има добре развит енергиен сектор, базиран най-вече на водноелектрически централи, разполага с перфектна транспортна и комуникационна инфраструктура, и голям брой добре обучени специалисти. Това се дължи на неутралитета ѝ по време на двете световни войни и Студената война. Швеция е и една от страните с най-високи данъци – около 48% от БВП се формира именно от данъците. Въпреки това икономическата система е сравнително по-социална от тези на западноевропейските страни като Франция и Великобритания, макар и заплащането да е на относително едно ниво.
Промишленият сектор е концентриран най-вече върху производството на високи технологии – оборудване за електроцентрали, фабрики, прецизни машини, автомобили, космическо оборудване, летателни апарати, лекарства и телекомуникационно оборудване, както и химикали и хартия. Автомобилите „Волво“ (известни като най-безопасните автомобили и камиони) са емблематични за Швеция, както СААБ и СКФ.
За разлика от индустрията, в която са заети над 20% от работещите, селското стопанство е по-ограничено, но за сметка на това е високопродуктивно. На малкото плодородни обработваеми земи (5,93% от общата площ ) се отглеждат зърнени и бобови култури (пшеница, ечемик, овес, грах за консервиране), фуражни култури, захарно цвекло, картофи, плодове и зеленчуци. По-широко е застъпено животновъдството – отглеждат се овце и елени (в далечния север). Силно развити са риболовът и рибоконсервната промишленост. Поради замръзването на Ботническия залив през зимата пристанището на град Люлео се затваря и износът на желязна руда се осъществява от незамръзващото пристанище Нарвик в Норвегия. Основни търговски партньори в износа и вноса са Германия, Норвегия, Дания и Великобритания.

### Транспорт
Швеция се отличава със силно развита и добре поддържана транспортна инфраструктура. Из цялата страна са разпръснати общо 250 летища, от които 152 с асфалтирани писти. Само Стокхолм разполага с четири основни аерогари – Арланда, Брома, Скавста и Вестерос. Големи летища има също в Гьотеборг и Малмьо. Дължината на железопътните линии, които са изцяло със стандартна широчина, възлиза на 11 528 km, от които 7527 km са електрифицирани. Пътната мрежа е с дължина 425 300 km, от които 139 300 km са асфалтирани. Основният газопровод в страната има дължина 798 km. До 1967 г. в Швеция автомобилите са с ляв волан. Гьотеборг е известен с широко застъпената трамвайна система. Преди много години в столицата също е имало много трамваи, но те са били изместени от автобусите и метрото. В последните години се забелязва възстановяване на някои трамвайни линии в Стокхолм. Морският и речен транспорт също е силно развит. Търговският флот възлиза на 195 кораба.

## Население
Населението на Швеция през 2016 г. наброява над 10 милиона души.
Швеция като цяло е слабо населена и гъстотата в различните райони варира много. Средната гъстота е почти 20 души/km². По-голямата част от населението живее в южната част на страната, по-специално в централните низини, равнината Сконе и крайбрежните райони. Около 83% от шведите живеят в градовете, особено гъсто населени са Стокхолм, Гьотеборг и Малмьо. Населението се състои главно от скандинавци с немски произход. Имигрантите в страната и етническото разнообразие се увеличават през последните няколко десетилетия. Швеция се трансформира от нация на емигранти към края на първата световна война в нация на имигранти от началото на втората световна война и до днес.
В Швеция живеят 17 000 местни саами, препитаващи се основно с отглеждане на елени, както и малък брой етнически финландци.
87% от населението изповядва лутеранство. Сред останалите 13% има римокатолици, православни, баптисти, мюсюлмани, евреи и будисти.

## Култура
Шведите са на второ място по консумация на кафе в световен мащаб след финландците. От края на XVII век насам кафето е неразделна част от шведската култура, като дори се е развила самостоятелна дума за „почивка за пиене на кафе“ – fika – която описва споделянето на кафе или нещо сладко с приятели.
В Стокхолм се намира първият в света музей на открито – Скансен, в който има къщи от различните краища на Швеция и зоологическа градина.

### Кино
Швеция има водеща роля в ранните години на киното. Мориц Щилер и Виктор Шьострьом са сред пионерите на киното. По-късно режисьорът Ингмар Бергман и актриси като Грета Гарбо, Ингрид Бергман и Анита Екберг правят международна кариера.

### Музика
Швеция често доминира на музикалната сцена, особено в жанра на популярната музика. Групи, като ABBA, Europe и Roxette, са легенди в световното музикално пространство. Други известни шведски групи в поп музиката са Ace of Base, Army of Lovers и The Cardigans. Със световна известност е и изпълнителят д-р Албан – чернокож, потомък на емигранти от Африка.
По-малко известни, изместени към алтернативния стил са The Hives, Refused, Millencolin, The (International) Noise Conspiracy, Sahara Hotnights, The Hellacopters, The Soundtrack of Our Lives, Kent, Infinite Mass, Timbuktu и Looptroop.
Като част от скандинавската традиция в тежкия метъл, забележими шведски групи в стиловете на дет и блек метъла са Bathory, The Haunted, Opeth, Soilwork, Arch Enemy, Amon Amarth,Dark Tranquillity, Naglfar, In Flames и Vintersorg, и едни от основателите на симфоничния метъл – Therion. Както и хеви/пауър метъл групите Хамърфол и Sabaton.
В електронната музика и в частност техно музиката се срещат много шведски имена, като Avicii, Swedish House Mafia, Stonebridge, Denniz Pop, Max Martin,Adam Beyer, Thomas Krome, Cari Lekebusch.

### Преса
През 2015 г. Швеция е на пето място по свобода на пресата в света по данни на Репортери без граници (+ 5 места спрямо предходната година).

## Въоръжени сили
Въпреки неутралитета си, Швеция винаги е поддържала тясно сътрудничество във военната област със Запада, и най-вече със САЩ. По време на Студената война тренировките винаги са включвали противник, въоръжен и организиран като страна от Варшавския договор, а военните са казвали, че „врагът винаги идва от Изток“. Шведската военна техника е съвместима с тази на НАТО, и ученията често включват сътрудничество с държави от Алианса. Заради политиката си на неутралитет обаче, Швеция формално не е член на НАТО. Общата численост на шведската армия е около 33 хил. души. Страната не е участвала в бойни действия близо 200 години, и поради това способността на войските да водят адекватно сражения е съмнителна. Според Карл Юден, професор в Гьотеборгския университет, в армията има неадекватно голям брой офицери, мнозинството от които не участват във военно обучение или командване на подразделения, а получаването на военните звания не се базира на знания или умения, а просто на нуждата от попълване на даден пост. Швеция подава молба за членство в НАТО на 18 май 2023 г.

## Други
- Комуникации в Швеция
- Транспорт в Швеция
- Въоръжени сили на Швеция
- Външна политика на Швеция